# Paramun
Paramun es un pueblo ubicado en la municipalidad de Kosjerić, en el distrito de Zlatibor, Serbia.

## Superficie
Posee una superficie de 6,046 kilómetros cuadrados.

## Demografía
Hasta 2011 la población era de 82 habitantes, con una densidad de población de 13,56 habitantes por kilómetro cuadrado.